# Jaskinia Aşıklar w Alanyi
Jaskinia Aşıklar (tur. Aşiklar Mağarası = Jaskinia Zakochanych) – jaskinia zlokalizowana na zboczu historycznego półwyspu w tureckim mieście Alanya. 
Jaskinia ta posiada dwa wejścia, znajdujące się na przeciwległych ścianach półwyspu. Jedno z wejść znajduje się przed samym przylądkiem Cilyarda (tur. Cilyarda Burnu). Po zejściu ze statku należy wdrapać się po skałach, aby dostać się do środka. Grota ciągnie się 75 m. Ze względu na niski strop, w niektórych miejscach trzeba przemierzać ją na czworaka. Wyjście znajduje się po drugiej stronie półwyspu. Aby dostać się z powrotem na statek, który opływając przylądek zabiera odwiedzających grotę, należy skoczyć z wysokości 8 m lub zejść po skałach. 
Jedna z opowieści mówi, iż piraci skrywali tu swe skarby oraz niewolnice. Inna głosi, że w 1965 roku w grocie ukrywała się przez trzy miesiące Niemka ze swoim tureckim przyjacielem, podczas gdy poszukiwało ich wojsko i policja – stąd też pochodzi nazwa jaskini.